# Breisgau-Hochschwarzwald
Districtul Breisgau-Hochschwarzwald este un district rural (Landkreis) în sud-vestul landului Baden-Württemberg, Germania. Acestui district îi aparțin 50 de orașe și comune cu 133 de localități. Districtul în sine aparține regiunii Südlicher Oberrhein din regiunea Freiburg. La nord Breisgau se învecinează cu districtul Emmendingen, la est cu 
Schwarzwald-Baar, la sud-est cu Waldshut iar la sud-vest cu Lörrach. Rinul desparte districtul spre vest de regiunea Elsass din Franța.

## Geografie
Districtul cuprinde o parte din regiunile geografice: Oberrheinebene, Kaiserstuhl, Schwarzwald.
1. 1 2 3  GeoNames